# جون کاپریس
جون کاپریس (انگلیسی: June Caprice؛ ۱۹ نوامبر ۱۸۹۵ – ۹ نوامبر ۱۹۳۶) یک هنرپیشه اهل ایالات متحده آمریکا بود. وی بین سال‌های ۱۹۱۶ تا ۱۹۲۱ میلادی فعالیت می‌کرد.